# Toyah Willcox
Toyah Ann Willcox (Kings Heath, 18 maggio 1958) è un'attrice e cantante britannica, molto rappresentativa dei primi anni ottanta.

## Biografia
Famosa soprattutto nel Regno Unito ha ottenuto successo con i singoli Thunder in the Mountain e It's a Mistery. Ha inoltre partecipato al film di Derek Jarman Jubilee (1977), in cui interpreta una giovane punk che incontra la regina Elisabetta I trasportata nell'Inghilterra degli anni settanta. È sposata con il chitarrista Robert Fripp.

## Discografia

### Toyah
- Sheep Farming in Barnet (1979)
- The Blue Meaning (1980) numero 40 (Official Albums Chart)
- Toyah! Toyah! Toyah! (dal vivo) (1980) numero 22 (Official Albums Chart)
- Anthem (1981) numero 2(Official Albums Chart)
- The Changeling (1982) numero 6 (Official Albums Chart)
- Warrior Rock: Toyah On Tour (doppio dal vivo) (1982) numero 20 (Official Albums Chart)
- Love Is the Law (1983) numero 28 (Official Albums Chart)
- Mayhem (raccolta di materiale inedito) (1985)

### Toyah Willcox
- Minx (1985) numero 24 (Official Albums Chart)
- Desire (1987)
- Prostitute (1988)
- Ophelia's Shadow (con membri dei King Crimson) (1991)
- Leap! (uscito solo su cassetta) (1993)
- Take The Leap! (Solo per il Giappone, ha lo stesso contenuto di Leap!) (1994)
- Dreamchild (1994)
- Looking Back (1995)
- The Acoustic Album (1996)
- Velvet Lined Shell (mini album) (2003)
- In the Court of the Crimson Queen (2008)

### Compilation con i Toyah
- Toyah! Toyah! Toyah! (Conosciuta anche come Toyah! Toyah! Toyah! All The Hits.  Da non confondersi con l'omonimo disco dal vivo dei primi anni '80, 1984)
- Best Of Toyah (1994)
- Live & More: Live Favourites & Rarities (1998)
- The Very Best Of Toyah (1998)
- Proud, Loud & Heard: The Best Of Toyah (1998)
- The Safari Singles Collection Part I: 1979-1981 (2005)
- The Safari Singles Collection Part II: 1982-1983 (2005)

#### Collaborazioni
- The Stranglers & Friends Live in Concert (con i The Stranglers voce solista in quattro canzoni) (1982)
- Lion of Symmetry (con Tony Banks) (1986)
- The Lady or the Tiger (con Robert Fripp) (1986)
- Kneeling At The Shrine (con Robert Fripp e altri come Sunday All Over The World) (1991)
- Kiss Of Reality (con i Kiss Of Reality'', voce solista in sei canzoni (1993)
- Cabaret (con Nigel Planer) (1997)

## Filmografia parziale

### Cinema
- Jubilee, regia di Derek Jarman (1977)
- The Tempest, regia di Derek Jarman (1979)
- Quadrophenia, regia di Franc Roddam (1979)
- Anchoress, regia di Chris Newby (1993)

### Televisione
- Il brivido dell'imprevisto (Tales of the Unexpected) – serie TV, episodio 5x01 (1982)

### Video musicali
- Toyah at the Rainbow (1981) (registrazioni dal vivo al Rainbow Theatre)
- Good Morning Universe (1982) (registrazioni dal vivo della BBC dal Theatre Royal, Drury Lane)
- Toyah! Toyah! Toyah! (1984) (accompagnato all'omonima raccolta)
- Wild Essence - Live in the 21st Century (2005) (registrazioni dal vivo)